# Hieracium aesculifolium
Hieracium aesculifolium es una especie de planta con flor del género Hieracium, de la familia Asteraceae, orden Asterales.

## Distribución
Hieracium aesculifolium se distribuye por España.

## Taxonomía
Fue descrita científicamente por Mateo, Egido & Alejandre. Fue publicada en Flora Montiber. 52: 27 (2012).